# Rodica (szczyt)

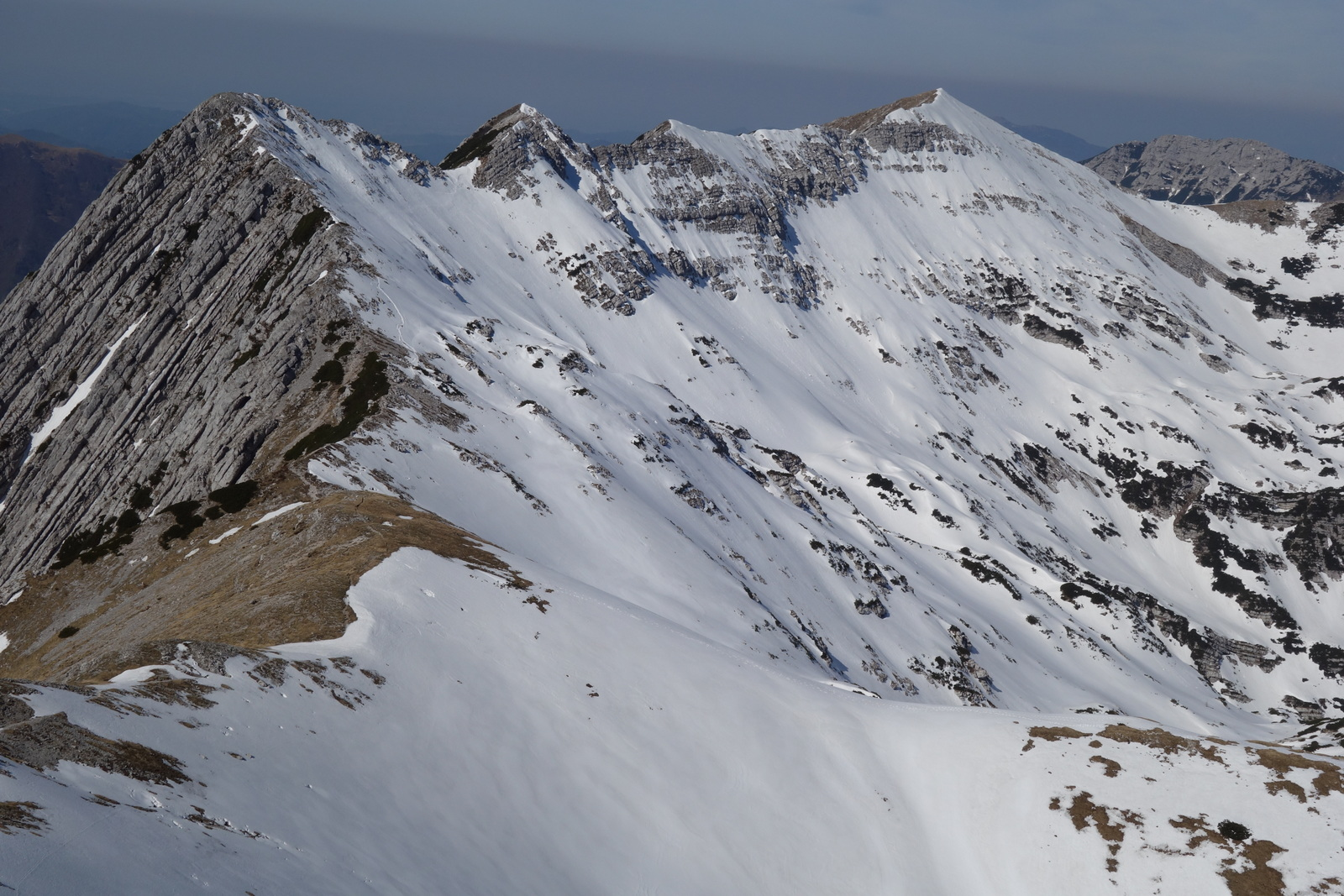

Rodica – szczyt górski o wysokości 1966 m n.p.m. znajdujący się na terenie Alp Julijskich na terenie Słowenii.
Prowadzą na nią następujące znakowane szlaki turystyczne:
- Javorje - Rodica 2 h 45 min;
- Ski hotel Vogel - Rodica 3 h;
- Rutarski gozd - Rodica 2 h 30 min;
- Ravne - Rodica (przez Črna prst) 6 h 5 min;
- Grant - Rodica 3 h 15 min;
- Stržišče - Rodica 4 h 15 min[1].